# Rhodofomes
Rhodofomes Kotl. & Pouzar (pniareczka) – rodzaj grzybów należący do rodziny pniarkowatych (Fomitopsidaceae). W Polsce występuje jeden gatunek, dawniej zaliczany do rodzaju Fomitopsis.

## Systematyka i nazewnictwo
Pozycja w klasyfikacji: Fomitopsidaceae, Polyporales, Incertae sedis, Agaricomycetes, Agaricomycotina, Basidiomycota, Fungi (według Index Fungorum).
Takson ten utworzyli František Kotlaba i Zdeněk Pouzar w 1990 r.
Nazwę polską zarekomendowała Komisja ds. Polskiego Nazewnictwa Grzybów.

## Gatunki
- Rhodofomes cajanderi (P. Karst.) B.K. Cui, M.L. Han & Y.C. Dai 2016
- Rhodofomes carneus (Blume & T. Nees) B.K. Cui, M.L. Han & Y.C. Dai 2016
- Rhodofomes incarnatus (K.M. Kim, J.S. Lee & H.S. Jung) B.K. Cui, M.L. Han & Y.C. Dai 2016
- Rhodofomes roseus (Alb. & Schwein.) Kotl. & Pouzar 1990 – pniareczka różowa
- Rhodofomes subfei(B.K. Cui & M.L. Han) B.K. Cui, M.L. Han & Y.C. Dai 2016

Wykaz gatunków i nazwy naukowe na podstawie Index Fungorum. Nazwy polskie na podstawie rekomendacji Komisji ds. Polskiego Nazewnictwa Grzybów.